# أبو علي رضا
أبو علي رضا (من مواليد 1964)؛ والمعروف أيضًا باسم: الحاج أبو حسين؛ هو قائد عسكري لبناني يشغل منصب قائد وحدة بدر في حزب الله اللبناني.

## نشاط في حزب الله
وُلد أبو علي رضا حوالي عام 1964 في بلدة باريش التابعة لقضاء صور في جنوب لبنان.
في التسعينيات من القرن العشرين، نجا من محاولة اغتيال إلى جانب إبراهيم عقيل. بعد ذلك، ترقّى إلى مناصب عسكرية مختلفة ضمن هيكلية حزب الله، وأصبح واحدًا من أبرز ضباط العمليات في المحور الجنوبي. تلقى تدريبات عسكرية متقدمة في إيران. نادرًا ما يظهر في العلن، وعند ظهوره، يتم تغطية وجهه أو إخفاؤه أثناء تقديمه لمهام أهداف أو معلومات عسكرية.
تولى أبو علي رضا قيادة وحدة "بدر" التابعة لحزب الله، المسؤولة عن المنطقة الممتدة من شمال نهر الليطاني إلى صيدا. في 19 سبتمبر 2024، نفّذ سلاح الجو الإسرائيلي عملية سهام الشمال، والتي استكمل خلالها القضاء على جميع قادة الجناح العسكري لمنظمة حزب الله، باستثناء أبو علي رضا.